# Wappen Luxemburgs
Das Wappen Luxemburgs entstand in seinen Grundzügen im 13. Jahrhundert. Prägend sind so wie bei der Flagge Luxemburgs die Farben blau, silber und rot.

## Geschichte
Die Geschichte des Luxemburger Wappens, anfangs in einem silbern und blau achtmal geteilten Felde, ein aufrecht schreitender roter Löwe mit einfachem Schweife, fängt bei Graf Heinrich V. von Luxemburg an, dem Sohn der Gräfin Ermesinde II. von Namur-Luxemburg und des Herzogs Walram IV. von Limburg. Graf Heinrich V. gründete das Haus Luxemburg-Limburg unter seinem neuen Wappen, aus dem das Wappen des Herzogtums Luxemburg, das Familienwappen der Elisabeth von Luxemburg, Königin von Böhmen und schließlich das heutige Wappen des Großherzogtums Luxemburg hervorging.

### Ursprung des Wappens

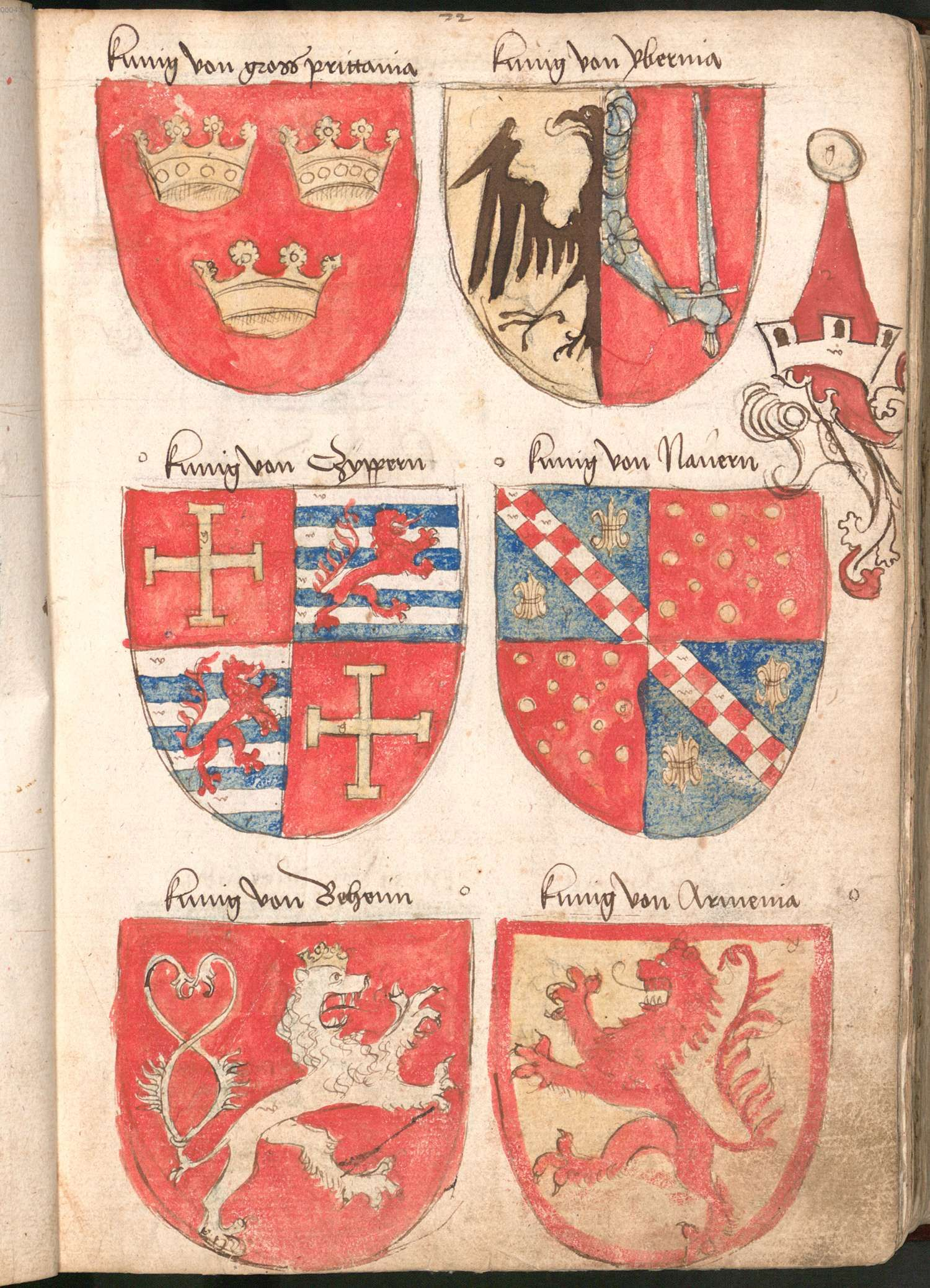
Wernigeroder Wappenbuch 1486 Wappen Zypern (in der Mitte links)

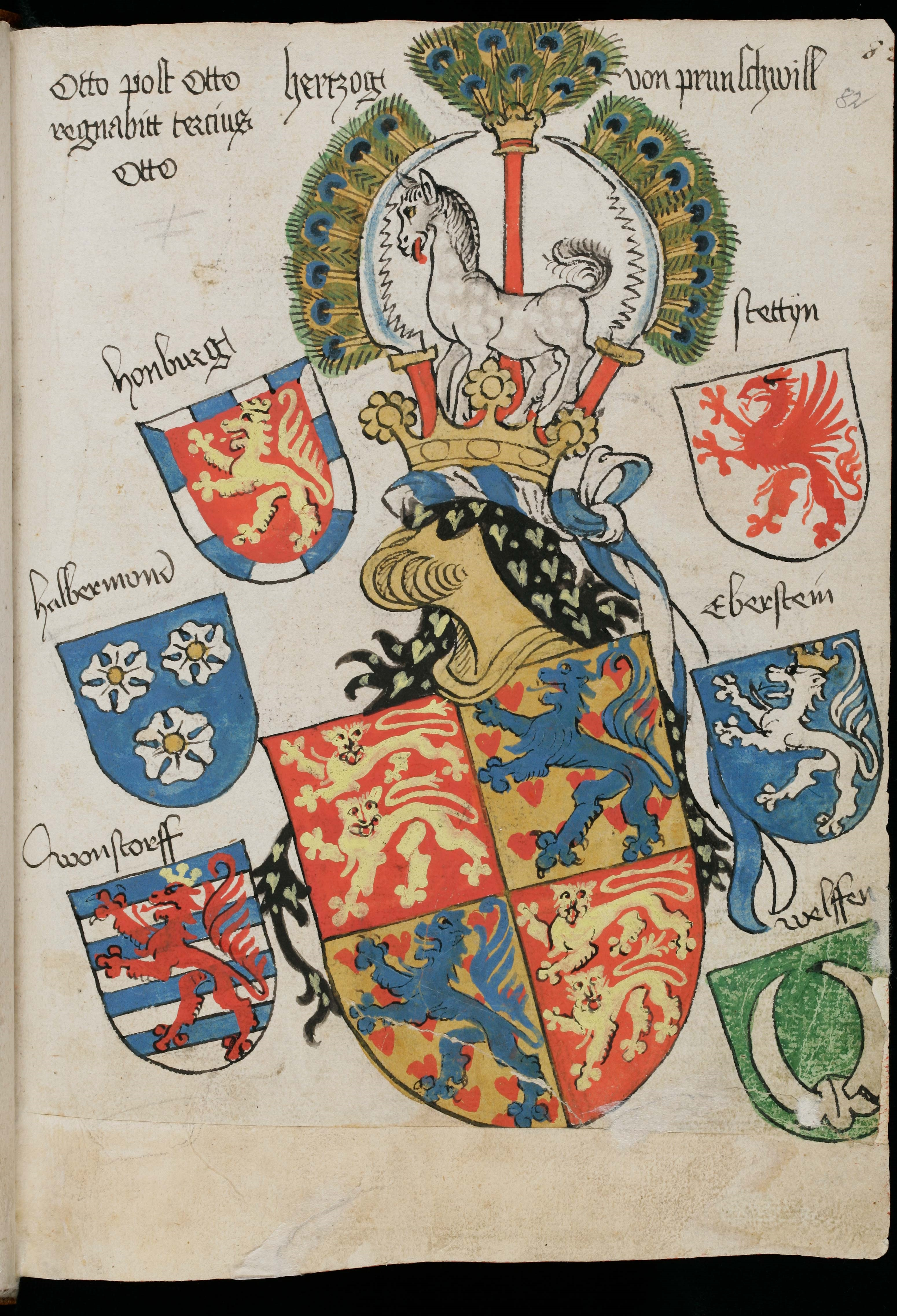
Wappen von Wunstorf (unten links), Wappenbuch des Ulrich Rösch (1470)

Der Löwe ist ein Symbol der Macht und der Stärke aus der Bibel. Der rote Löwe des Wappens von Luxemburg geht aus dem dritten Kreuzzug (1189–1192) hervor, ebenso der rote Löwe des Herzogtums Limburg, sowie weitere niederländische und deutsche Löwen. Nach dem Tod des Kaisers Barbarossa kämpften der Vater und Großvater von Graf Heinrich V. von Luxemburg, beides Limburger Ritter, unter dem roten steigenden Löwe des Richard Löwenherz. Dessen Wappen war der rote Löwe seiner Grafschaft Poitou. Richard Löwenherz eroberte auf dem dritten Kreuzzug die Insel Zypern und verkaufte sie an seine Lehensmänner der Familie Lusignan aus der Grafschaft Poitou, aus deren Haus der König von Jerusalem war. Das neue Wappen vom Königreich Zypern wurde der rote steigende Löwe des Richard Löwenherz auf dem alten Wappen der Familie Lusignan, den vier blauen Balken auf silbernen Grund.
Dieses Wappen brachten mehrere Ritter aus dem dritten Kreuzzug mit und vererbten es ihren Nachfahren. Graf Heinrich V. von Luxemburg bekam es vom Vater überliefert, der selbst nur den roten Löwen ohne Streifen auf dem Limburger Wappen führte. Auch andere Ritter brachten das Wappen von Zypern mit, was zu Doppelgängerwappen führte. So geschehen bei den Rittern von Horst, deren roter Löwe auf silbernen und blauen Streifen im heutigen Wappen der Stadt Gelsenkirchen zu finden ist. Auch der zum Ritter geschlagene Müllersohn von Ried, dessen Wappen in der Wappenrolle von Zürich gemalt ist, brachte ein Wappen mit rotem Löwe auf silbern-blauen Streifen mit, das an das des Königreichs Zypern erinnert. Ebenso die Lehnsherren von Wunstorf, deren Wappen in dem Wappenbuch des St. Galler Abtes Ulrich Rösch zu finden ist.
Die Kreuzfahrer seit dem zweiten Kreuzzug (1147–1149) fanden es eine Ehre, wenn sie das gleiche Schild führen durften wie schon ihre Vorfahren unter den ersten Kreuzfahrern. Graf Heinrich V. von Luxemburg nahm mit seinem Wappen, das auf den dritten Kreuzzug (1189–1192) zurückgeht, 1270 am siebten Kreuzzug teil. Ein zeitgenössisches Bild des Wappens existiert nicht, nur über hundert Jahre später gemalte Darstellungen.

### Erste Wappen

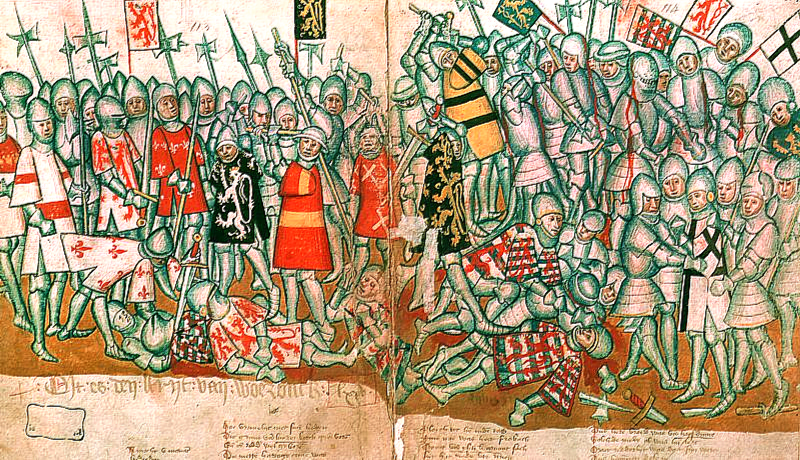
Wappen des Heinrich VI. von Luxemburg im Brabantsche Yeesten (1350)

Das erste Bild des Wappens von Luxemburg ist das von Graf Heinrich VI. von Luxemburg, dem Sohn von Heinrich V. Er nahm mit seinem Bruder Walram an der Schlacht von Worringen teil. Beide ließen dort ihr Leben. Der Zeitgenosse und Stadtschreiber von Antwerpen, Jan van Boendale hat diese Schlacht und auch das Wappen Luxemburgs im Brabantsche Yeesten gezeichnet.
Es zeigt einen steigenden roten Löwen ohne Krone mit einem einfachen Schweif auf blauen und silbernen Balken.

### Erster goldbewehrter rote Löwe mit goldener Krone 1320

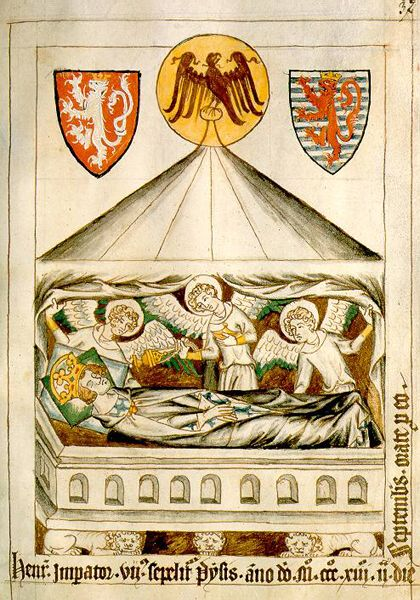
Wappen Heinrich VII. † 1310, Bild von 1320

Der Sohn des gefallenen Heinrich VI., Heinrich VII. von Luxemburg wurde römisch-deutscher Kaiser. Sein Wappen der Grafschaft Luxemburg ist im Trierer Codex Balduini (1320) gemalt worden. Es zeigt den steigenden roten goldbewehrten, goldgezungten und goldgekrönten Löwen auf einem zwanzigmal silbern und blau geteilten Felde. Die zehn blauen Balken, auch „Ritterstraßen“ genannt, haben sich, im Gegensatz zum gekrönten Löwen, in der Nachfolge nicht vererbt, zeigen aber eventuell die Macht des Heinrich VII. von Luxemburg.
Sein Sohn, Johann der Blinde, König von Böhmen, übernahm den roten golden gekrönten Löwe, nicht aber die vielen blauen Balken. Sein geviertes Wappen mit dem Böhmischen Löwen und dem Luxemburger Löwe ist im „Wapenboek van Beyeren“ (1400) zu sehn.

### Erster Luxemburger Löwe mit Doppelschweif 1470

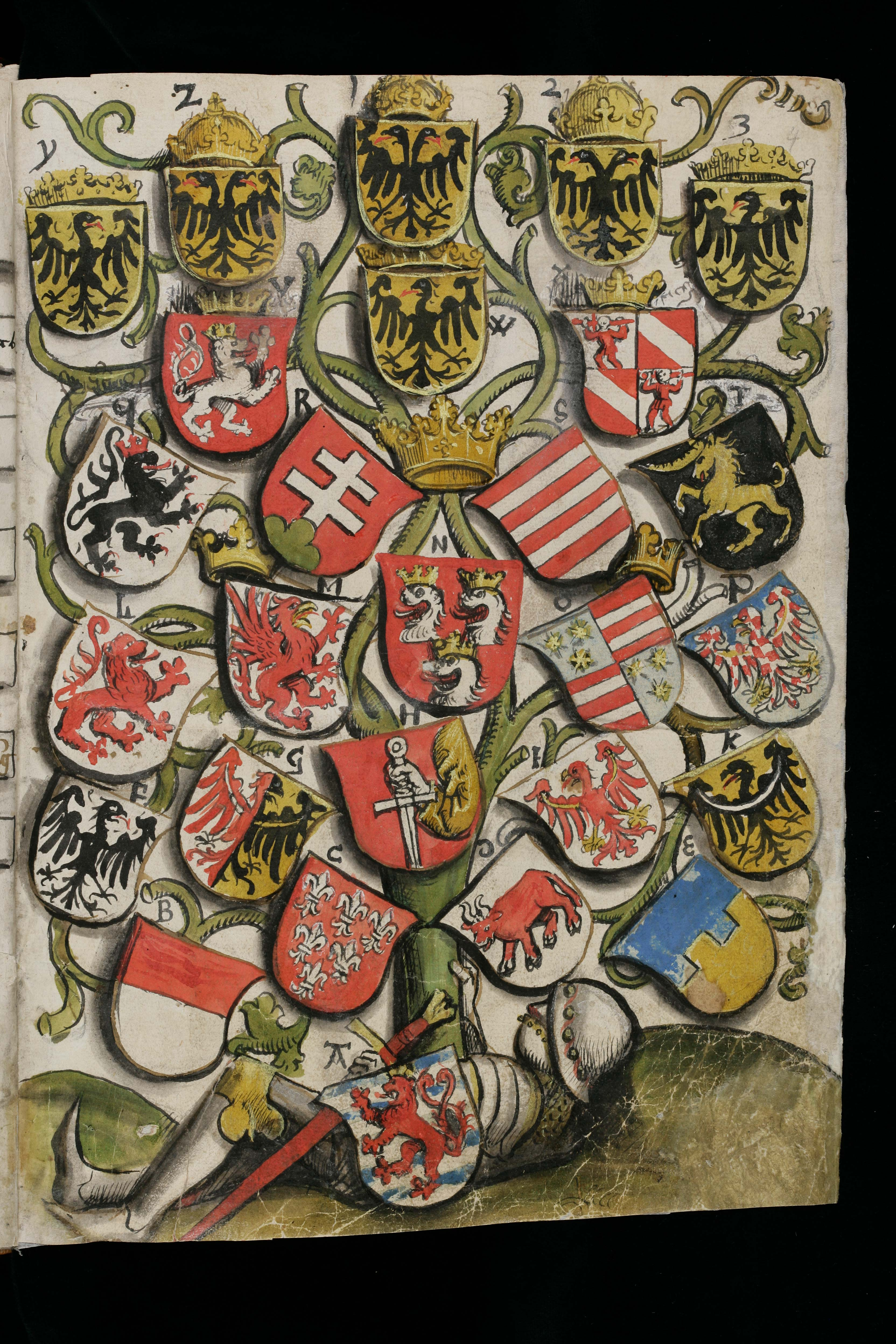
Stammbaum der Elisabeth von Luxemburg, Wappen ganz unten, Codex Haggenberg

Das Wappen mit dem ersten roten golden gekrönten Luxemburger Löwen mit Doppelschweif ist im Wappenbuch des St. Galler Abtes Ulrich Rösch, dem Codex Haggenberg von 1470 gezeigt.
Elisabeth von Luxemburg, die Tochter des letzten Kaisers aus dem Haus Luxemburg, Kaiser Sigismund, heiratete den Österreicher Albrecht II. von Habsburg, der ihrem Vater Sigismund als römisch-deutscher König und König von Böhmen nachfolgte. In dem Wappenbuch des Ulrich Rösch werden die beiden Stammbäume der Elisabeth von Luxemburg und des Albrecht von Österreich gezeigt.
Das alte Wappen der Habsburger war ein roter steigender Löwe mit einfachem Schweif, den man nicht mit dem Luxemburger roten steigenden Löwen verwechseln wollte. Deshalb bekam der rote steigende Luxemburger Löwe der Prinzessin von Böhmen und späteren Königin von Böhmen den Doppelschwanz des Löwen von Böhmen dazu.

### Eine Sonderform unter Maximilian I. 1477–82

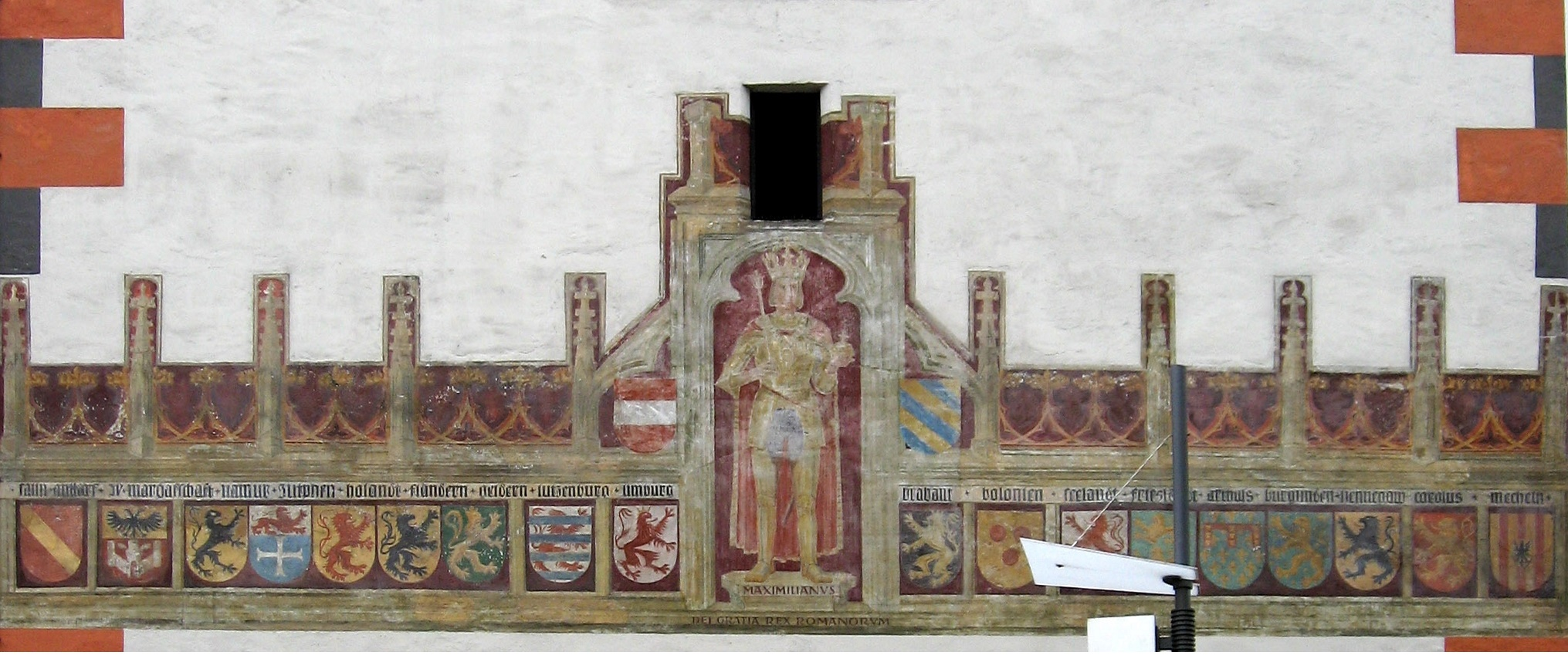
Wappen von Luxemburg (das achte von links)

Die letzte Erbin Burgunds, Maria von Burgund heiratete den Habsburger Maximilian I. von Österreich, der Burgund verwaltete bis zur Volljährigkeit (1482) des gemeinsamen Sohnes Philip dem Schönen. Noch zu seinen Lebzeiten lässt Kaiser Maximilian Wappen seiner Besitzungen im Stadttor von Vöcklabruck anbringen. Darunter das Wappen des Herzogtums „Lutzenburg“. Die Besonderheit ist, dass die vier blauen Balken über dem roten Löwen verlaufen, ähnlich den Bastardbalken die schräg über Wappen verlaufen.
Er bezeugt damit, dass er keine direkte Verwandtschaft zum Haus Luxemburg besitzt und Burgund nur als Vormund seines Sohnes regiert.

### Wappen unter den spanischen Habsburgern (1506–1684)
Im Luxemburger Stadtteil Grund steht ein ehemaliges Hospiz, das Hospice Saint-Jean, das heutige Naturmuseum, dessen Eingang von 1674 ist mit drei Wappen gekrönt, dem der spanischen Habsburger, dem des Herzogtums Luxemburg und dem des Gouverneurs der Stadt, Prinz Chimay. Das Wappen Luxemburgs zeigt deutlich nur einen einfachen Löwenschweif. Es ist mit dem Burgunderkreuz, das danach das Kreuz der Spanischen Niederlande wurde, unterlegt.

### Wappen unter den österreichischen Habsburgern (1714–1795)

Wappen der Kaiserin Maria Theresia 1765, Luxemburg unten links

Auch später, als Luxemburg unter der Herrschaft der österreichischen Habsburger war (1714–1795), bekam der Luxemburger Löwe immer dann den Doppelschwanz, wenn er nicht mit dem Habsburger roten Löwe verwechselt werden sollte. Im Kunsthistorischen Museum Wien existiert ein Wappenrock für den Wappenkönig Herold vom Herzogtum Luxemburg aus dem späten 17. Jahrhundert, darauf ist der steigende rote Löwe mit goldenen Krallen und goldener Zunge bewehrt, mit goldener Krone und doppeltem Schweif auf fünf blauen Balken auf Silber. In derselben Epoche war das Wappen des Herzogtums Luxemburg im Kaiserwappen der Kaiserin Maria Theresia (1765) mit nur einem einzigen Löwenschweif abgebildet. Das Wappen des Herzogtums Luxemburg existierte bis zur gesetzlichen Festlegung im 20. Jahrhundert meist mit einem einfachen Löwenschweif weiter.
Das heutige, mit dem Nassauer Löwe gevierteilte Wappen des Großherzogs von Luxemburg, entspricht in Bezug auf den „roude Léiw“ dem Wappen der Elisabeth von Luxemburg und Böhmen. Die Großherzogliche Dynastie Luxemburgs, Luxemburg-Nassau, möchte damit direkt an der letzten Ahnin des kaiserlichen Hauses Luxemburgs anknüpfen und eine neue Dynastie von Luxemburg bezeugen.

### Wappen der Großherzoge von Luxemburg

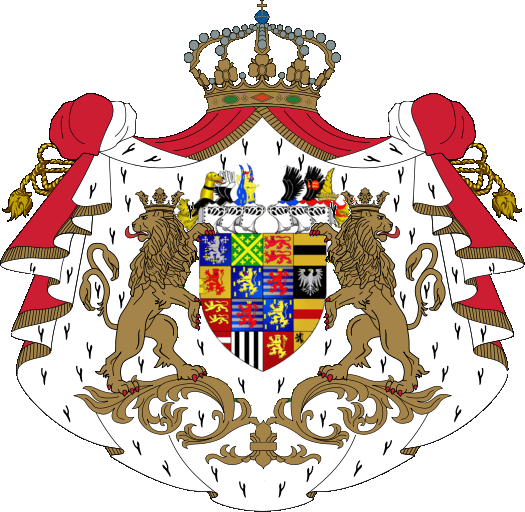
Großes Wappen des Großherzogs Adolph

Wappen des Großherzogs Adolph 1890–1898

Wappen des Großherzogs von 1898 bis 2000

1890 besteigt das Haus Nassau-Weilburg den luxemburgischen Thron.
Sein erster Vertreter, Adolph I., benutzte mehrere Wappen. Zwischen 1890 und 1898 wurde dem alten Wappen von Luxemburg ein kleiner Schild mit dem Stammwappen des Hauses Nassau aufgelegt.
Im Jahre 1898 wurden die Wappen für das Haus Nassau neu festgelegt.
Das kleine Wappen wurde geviertelt mit jeweils zwei Abbildungen der Wappen der Häuser Nassau und Luxemburg dargestellt. (Heraldisch ausgedrückt: geviert von Nassau und Luxemburg, auf dem Schild ruht eine Königskrone.)
Das mittlere Wappen: Geviert von Nassau und Luxemburg, der Schild gehalten von zwei Löwen, auf deren Häuptern jeweils eine Königskrone ruht, das Ganze umrahmt von einem Purpurmantel, auf dem ebenfalls eine Königskrone ruht.
Das große Wappen (hier nebenstehend) ist wie folgt: Hauptschild dreimal gespalten und dreimal geteilt (welches 16 Plätze ergibt); aufgelegt ein Herzschild, geviert von Nassau und Luxemburg:
| - Auf Platz I des Hauptschildes: Saarbrücken - auf II Merenberg - auf III Weilnau - auf IV Moers - auf V Katzenelnbogen - auf VI Nassau (erstes Viertel vom Herzschild) - auf VII Luxemburg (zweites Viertel vom Herzschild) - auf VIII Saarwerden | - auf IX Diez - auf X Luxemburg (drittes Viertel vom Herzschild) - auf XI Nassau (letztes Viertel vom Herzschild) - auf XII Lahr - auf XIII Vianden - auf XIV Kirchberg - auf XV Sayn - auf XVI Mahlberg |

Auf dem Schild ruhen sechs Helme, auf dem 1. und dem 6. Schild je eine Krone.
- Helmfiguren:

1. Windhund (Hals und Kopf, rotbezungt mit schwarzem Halsband, welches mit Silber besämt und gebändert ist); aus dem Wappen von Moers.
2. Flug (geteilt Silber und Schwarz); aus dem Wappen von Saarbrücken.
3. Sitzender Löwe (gold, rot bezungt, rote Krone) zwischen zwei blauen Büffelhörnern besät mit Schindeln; aus dem Wappen Nassau.
4. Flug (schwarz), besät mit goldenen Lindenblättern; aus dem Wappen der alten Luxemburger (eigentlich Helmzier von Böhmen).
5. Flug (schwarz, belegt mit roter Scheibe, darin zwei goldene Leoparden); aus dem Wappen von Diez.
6. Zipfelhaube (gold mit gebogener Spitze) aus dem Wappen von Sayn.

- Schildhalter: zwei gekrönte goldene Löwen, rotbezungt, mit abgewandtem Kopf.

Der Schild und die Schildhalter auf vier verschlungenen Goldzweigen, das ganze auf einem Purpurmantel, golden besäumt und gebunden, innen ausgelegt mit Hermelin.
Auf dem Mantel ruht die Königskrone.
Dieses Wappen wurde von der Fürstenfamilie geführt bis zur Abdankung von Großherzogin Charlotte 1964.
Durch seine Heirat mit der Großherzogin Charlotte tritt Prinz Felix von Bourbon-Parma in den luxemburgischen Adelsstand ein; er erhält sein eigenes Wappen (leider noch kein Bild vorhanden), und das Haus nennt sich seither Luxemburg-Nassau.

### Wappen des Großherzogs Jean
Für die Wappen des Erbprinzen Jean gab es mehrere Projekte, die aber nie wirksam wurden, so dass er seit seiner Amtsübernahme als Großherzog 1964 nur das kleine Wappen führte. Jean hatte bis dahin mehrere Wappenvarianten geführt, die mal dem luxemburgischen, mal dem nassauischen Löwen den Vorrang einräumten und mal das Stammwappen seines Vaters, des Prinzgemahls Felix von Bourbon-Parma, aufnahmen, mal entfallen ließen.

Wappen des Großherzogs Jean von Luxemburg, wie es von ihm geführt wurde (unabhängig von der Wappenänderung für seinen Sohn, Großherzog Henri)

Wappenprojekt für den Erbprinzen Jean
Wappenprojekt für den Großherzog Jean als Ritter vom Goldenen Vlies

Wappen des Erbgroßherzogs Jean von Luxemburg 1939
Wappen des Erbgroßherzogs Jean von Luxemburg 1953 anlässlich seiner Hochzeit

## Heutige Wappen und Hoheitszeichen
Durch Gesetz vom 23. Juni 1972, veröffentlicht im Mémorial 051 vom 16. August 1972 und vom 27. Juli 1993, welches das Gesetz vom 23. Juni 1972 über die nationalen Hoheitszeichen umändert und vervollständigt (Mém. A-No73 vom 16. September 1993 Seite 1416), wurden die heute gültigen Wappen und Hoheitszeichen des Großherzogtums eingeführt.

### Wappen

Kleines Wappen des Großherzogtums Luxemburg
Mittleres Wappen des Großherzogtums Luxemburg
Großes Wappen des Großherzogtums Luxemburg

### Hoheitszeichen

Die Flagge Luxemburgs
Die See- und Luftflagge
Kokarde Luxemburgs

### Wappen des Großherzogs seit 2000

Kleines Wappen (ohne Bourbon-Parma)
Mittleres Wappen (ohne Bourbon-Parma)
Großes Wappen